# Розен, Фёдор Фёдорович (сын)
Барон Фёдор Фёдорович Розен (1808—1854) — государственный деятель Российской империи, председатель Комитета об иностранных поселенцах Южного Края России; действительный статский советник.

## Биография
Фёдор Розен родился в 1808 году в дворянской семье; сын генерал-лейтенанта Фёдора Фёдоровича фон Розена. Воспитывался в Царскосельском лицее (позднее Императорский Александровский лицей), где окончил курс в 1826 году с чином 10 класса и 26 августа того же года поступил на государственную службу.
С 1837 года Ф. Ф. Розен служил в Департаменте внешней торговли Министерства финансов, потом в Департаменте народного просвещения Министерства народного просвещения Российской империи.
3 апреля 1839 года, в чине надворного советника, Фёдор Фёдорович Розен был назначен Председателем только что открытой Таврической палаты Государственных имуществ при вновь учреждённом Министерстве государственных имуществ Российской империи и в этой должности прослужил до 16 мая 1848 года, будучи 4 мая того же года награждён чином действительного статского советника.
В 1848 году Фёдор Фёдорович Розен был назначен Председателем Комитета об иностранных поселенцах Южного Края России и проработал в этой должности до самой смерти.
Барон Фёдор Фёдорович Розен скончался 16 февраля 1854 года в городе Одессе от чахотки.
По словам барона А. Е. Розена, он «оставил по себе превосходную добрую память в жителях Тавриды, был бескорыстен до такой степени, что при сдаче должности не принял подарка в 10000 рублей от благодарных колонистов-плантаторов»; его товарищ по «Императорскому Обществу сельского хозяйства Южной России», И. У. Палимпсестов особенно тепло вспоминает его «светлый, практический ум, благородство сердца, примерную кротость и неусыпную деятельность на занимаемом им поприще», приведшую в цветущее состояние колонии иностранных поселенцев.

## Семья
Был женат на Елене Смирновой. Их сын Фридрих Фридрихович Розен (1834—1902) — российский геолог и палеонтолог.